# Danuta Gościcka
Danuta Gościcka (ur. 24 stycznia 1925 w Poznaniu, zm. 22 kwietnia 2015 w Szczecinie) – polska anatom, profesor nauk medycznych, kierownik Katedry i Zakładu Anatomii Prawidłowej Akademii Medycznej w Bydgoszczy.

## Życiorys
Ukończyła studia na Wydziale Medycyny Weterynaryjnej Wyższej Szkoły Rolniczej we Wrocławiu, a następnie zamieszkała w Szczecinie, gdzie rozpoczęła pracę w kierowanej przez prof. Adama Krechowieckiego Katedrze Anatomii Prawidłowej Pomorskiej Akademii Medycznej. W 1964 uzyskała stopień doktora nauk medycznych, a dziewięć lat później przedstawiła pracę habilitacyjną. Od 1984 związana była zawodowo z Akademią Medyczną w Bydgoszczy, gdzie zorganizowała i przez czternaście lat kierowała Katedrą i Zakładem Anatomii Prawidłowej. W 1991 uzyskała tytuł profesora nauk medycznych.

## Praca naukowa
Prace badawcze prof. Danuty Gościckiej dotyczyły przede wszystkim anatomii porównawczej kręgowców w zakresie ośrodkowego układu nerwowego, układu naczyniowego oraz układu kostnego. Ponadto prowadziła badania związane z anatomią prawidłową, rozwojową i kliniczną człowieka. Jednym z najważniejszych dokonań należy zaliczyć wprowadzenie do morfologii cyfrowej analizy obrazu uznanej za obiektywną metodę w ilościowych badaniach anatomicznych. Danuta Gościcka jest autorką ponad 100 prac naukowo-badawczych, które były publikowane w czasopismach fachowych w kraju i zagranicą. Jako dydaktyk wypromowała trzynastu doktorów medycyny oraz dwóch profesorów nauk medycznych.